# Европейский маршрут E26

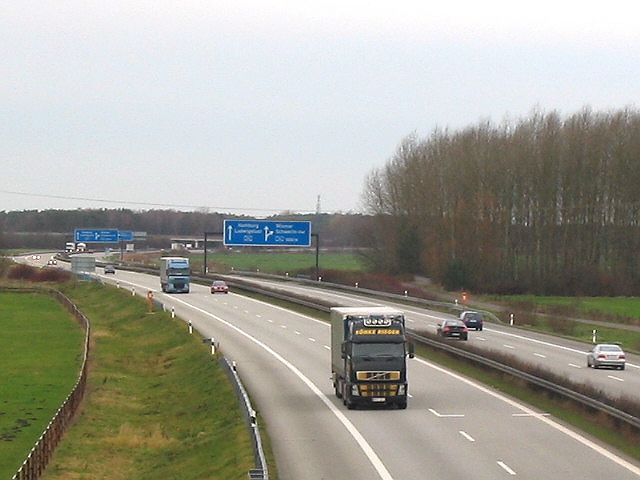

Европейский маршрут Е26 — европейский автомобильный маршрут категории А в Германии, соединяющий города Гамбург и Берлин. Длина маршрута — 283 км.
Маршрут Е26 проходит через города Мёльн, Людвигслюст, Витшток и Нойруппин.
Е26 связан с маршрутами
| - E45 - E22 - E55 - E30 |  | - E51 - E28 - E36 - E251 |